# شفراوش (زعرورة)
شفراوش هي إحدى مشيخات المملكة المغربية، تتبع جغرافيا لإقليم العرائش وإداريًا لزعرورة. يقدر عدد سكانها بـ 1443 نسمة حسب الإحصاء الرسمي للسكان والسكنى لسنة 2004.